# Allomarkgrafia foreroi
Allomarkgrafia foreroi är en oleanderväxtart som beskrevs av Alwyn Howard Gentry. Allomarkgrafia foreroi ingår i släktet Allomarkgrafia och familjen oleanderväxter. Inga underarter finns listade i Catalogue of Life.